# Stéphane Ducret
Pour les articles homonymes, voir Ducret.
 (mai 2017).
Si vous disposez d'ouvrages ou d'articles de référence ou si vous connaissez des sites web de qualité traitant du thème abordé ici, merci de compléter l'article en donnant les références utiles à sa vérifiabilité et en les liant à la section « Notes et références ».
Stéphane Ducret, né le 31 août 1970 à Lausanne, est un artiste, professeur et commissaire d’expositions suisse.

## Biographie
Stéphane Ducret est un artiste plasticien né en 1970 à Lausanne, primé par la Fondation Leenaards en 2003, professeur et coach, basé à Genève, titulaire d’un Master en art et histoire de l’art à l’École supérieure d’art visuel de Genève (désormais nommée HEAD).  
Son travail a notamment été exposé au Bronx Museum of the Arts à New York ; au Forum d’Art Contemporain à Sierre ; à la Fondation de l’Hermitage à Lausanne ; à el Centro Cultural Borges à Buenos Aires ; au Centre PasquArt à Bienne ; au musée cantonal des beaux-arts de Lausanne ; à l'Artists Space à New York et ses œuvres sont présentes dans les collections BCV ART, CICG, AXA Assurances, Fonds cantonal d’art de Genève, Fonds des arts plastiques de Lausanne, Hôpital universitaire de Genève, musée de Pully, entre autres.
Avec plus de 25 années de pratique de plasticien et d’expérience du monde de l’art contemporain, il a bénéficié de résidences d’artistes à New York, Porto, Buenos Aires et Mexico. De 2002 à 2006, il a été membre de la direction de l'ECAL (École cantonale d'art de Lausanne), où il enseignait et était responsable de l'année propédeutique. Il a fondé deux galeries d’art, l’une à New York et l’autre à Genève et a été directeur de l'elac (l'espace lausannois d'art contemporain).
En 2016, désireux de répondre à une demande diversifiée autour de l’art contemporain, il développe la structure « ART CLASSE par Stéphane Ducret »  (www.artclasse.com) destinée aux adultes, enfants et entreprises. ART CLASSE regroupe des ateliers de création, dont le programme unique en Suisse d’ateliers REAL/FAKE (où les participants peignent leurs « vraies/fausses œuvres d’art » à emporter chez soi, basées sur les pratiques d’artistes contemporain reconnus), au succès confirmé avec plus de 300 inscriptions par année ; des événements d'équipe tels du « team building » et des sorties d’entreprise, qu’il dispense en trois langues (français, anglais, espagnol) avec parmi ses clients les plus renommés JTI, Abdallah Chatila, JUUL Paris, Audemars Piguet (70 participants), McKinsey & Co, Pictet Asset Management ; du coaching pour artistes et futur galeristes ; des voyages aux thématiques liées principalement à l’art contemporain (VERY GOOD TRIP) et du « Art Advisory » pour conseiller les collectionneurs dans le développement cohérent de leurs collections.
Stéphane Ducret a vécu à Pully, New York, Porto et Buenos Aires. Depuis 2012, il vit et travaille à Genève.

## Distinctions/prix (sélection)
- 2003 : Lauréat, Bourse culturelle de la Fondation Leenaards 2003, Suisse